# D-Block Europe/Diskografie
Diese Diskografie ist eine Übersicht über die musikalischen Werke des britischen Trap-Duos D-Block Europe. Den Schallplattenauszeichnungen zufolge hat es bisher mehr als 18,5 Millionen Tonträger verkauft, davon alleine in der Heimat über 13,8 Millionen. Ihre erfolgreichste Veröffentlichung ist die Single Prada mit über 4,9 Millionen verkauften Einheiten.

## Alben

### Studioalben
| Jahr | Titel Musiklabel                               | Höchstplatzierung, Gesamtwochen, AuszeichnungChartplatzierungen (Jahr, Titel, Musiklabel, Platzierungen, Wochen, Auszeichnungen, Anmerkungen) | Höchstplatzierung, Gesamtwochen, AuszeichnungChartplatzierungen (Jahr, Titel, Musiklabel, Platzierungen, Wochen, Auszeichnungen, Anmerkungen) | Höchstplatzierung, Gesamtwochen, AuszeichnungChartplatzierungen (Jahr, Titel, Musiklabel, Platzierungen, Wochen, Auszeichnungen, Anmerkungen) | Höchstplatzierung, Gesamtwochen, AuszeichnungChartplatzierungen (Jahr, Titel, Musiklabel, Platzierungen, Wochen, Auszeichnungen, Anmerkungen) | Anmerkungen                                                  |
| Jahr | Titel Musiklabel                               | DE | AT | CH | UK | Anmerkungen                                                  |
| ---- | ---------------------------------------------- | --- | --- | --- | --- | ------------------------------------------------------------ |
| 2020 | The Blueprint – Us vs. Them Selbstverlag (UMG) | — | — | — | UK2 Platin · (67 Wo.)UK | Erstveröffentlichung: 9. Oktober 2020 Verkäufe: + 300.000    |
| 2021 | Home Alone 2 Selbstverlag (UMG)                | — | — | — | UK6 Gold · (48 Wo.)UK | Erstveröffentlichung: 19. November 2021 Verkäufe: + 100.000  |
| 2022 | Lap 5 Selbstverlag (UMG)                       | — | — | — | UK2 Gold · (26 Wo.)UK | Erstveröffentlichung: 23. September 2022 Verkäufe: + 100.000 |
| 2023 | DBE World Virgin Records (UMG)                 | — | — | — | UK6 Silber · (7 Wo.)UK | Erstveröffentlichung: 7. Juli 2023 Verkäufe: + 60.000        |
| 2024 | Rolling Stone Virgin Records (UMG)             | — | — | — | UK1 Silber · (9 Wo.)UK | Erstveröffentlichung: 12. Januar 2024 Verkäufe: + 60.000     |

### Mixtapes
| Jahr | Titel Musiklabel                  | Höchstplatzierung, Gesamtwochen, AuszeichnungChartplatzierungen (Jahr, Titel, Musiklabel, Platzierungen, Wochen, Auszeichnungen, Anmerkungen) | Höchstplatzierung, Gesamtwochen, AuszeichnungChartplatzierungen (Jahr, Titel, Musiklabel, Platzierungen, Wochen, Auszeichnungen, Anmerkungen) | Höchstplatzierung, Gesamtwochen, AuszeichnungChartplatzierungen (Jahr, Titel, Musiklabel, Platzierungen, Wochen, Auszeichnungen, Anmerkungen) | Höchstplatzierung, Gesamtwochen, AuszeichnungChartplatzierungen (Jahr, Titel, Musiklabel, Platzierungen, Wochen, Auszeichnungen, Anmerkungen) | Anmerkungen                                                           |
| Jahr | Titel Musiklabel                  | DE | AT | CH | UK | Anmerkungen                                                           |
| ---- | --------------------------------- | --- | --- | --- | --- | --------------------------------------------------------------------- |
| 2018 | Any Minute Now Selbstverlag (UMG) | — | — | — | UK14 Silber · (4 Wo.)UK | Erstveröffentlichung: 20. Juli 2018 Verkäufe: + 60.000; mit Yxng Bane |
| 2019 | Home Alone Selbstverlag (UMG)     | — | — | — | UK6 Gold · (20 Wo.)UK | Erstveröffentlichung: 15. Februar 2019 Verkäufe: + 100.000            |
| 2019 | PTSD Selbstverlag (UMG)           | — | — | — | UK4 Platin · (34 Wo.)UK | Erstveröffentlichung: 27. September 2019 Verkäufe: + 300.000          |
| 2019 | Street Trauma Selbstverlag (UMG)  | — | — | — | UK9 Gold · (13 Wo.)UK | Erstveröffentlichung: 27. Dezember 2019 Verkäufe: + 100.000           |

## Singles

### Als Leadmusiker
| Jahr | Titel Album                                | Höchstplatzierung, Gesamtwochen, AuszeichnungChartplatzierungen (Jahr, Titel, Album, Platzierungen, Wochen, Auszeichnungen, Anmerkungen) | Höchstplatzierung, Gesamtwochen, AuszeichnungChartplatzierungen (Jahr, Titel, Album, Platzierungen, Wochen, Auszeichnungen, Anmerkungen) | Höchstplatzierung, Gesamtwochen, AuszeichnungChartplatzierungen (Jahr, Titel, Album, Platzierungen, Wochen, Auszeichnungen, Anmerkungen) | Höchstplatzierung, Gesamtwochen, AuszeichnungChartplatzierungen (Jahr, Titel, Album, Platzierungen, Wochen, Auszeichnungen, Anmerkungen) | Anmerkungen                                                                      |
| Jahr | Titel Album                                | DE | AT | CH | UK | Anmerkungen                                                                      |
| --- | ------------------------------------------ | --- | --- | --- | --- | -------------------------------------------------------------------------------- |
| 2017 | 3 Gutta Remix, Pt. 2 –                     | — | — | — | — | Erstveröffentlichung: 19. Februar 2017 feat. Abra Cadabra & K Trap               |
| 2017 | Love of the Money –                        | — | — | — | — | Erstveröffentlichung: 7. Mai 2017                                                |
| 2017 | Trap House –                               | — | — | — | — | Erstveröffentlichung: 2. Juli 2017 mit KB                                        |
| 2017 | Finding You –                              | — | — | — | — | Erstveröffentlichung: 8. Juli 2017 mit Don André                                 |
| 2017 | Large Amounts –                            | — | — | — | UK— SilberUK | Erstveröffentlichung: 29. Juli 2017 Verkäufe: + 200.000                          |
| 2017 | Trophy –                                   | — | — | — | — | Erstveröffentlichung: 5. September 2017 mit Not3s                                |
| 2018 | Favourite Girl –                           | — | — | — | UK— SilberUK | Erstveröffentlichung: 23. Februar 2018 Verkäufe: + 200.000; mit Bugsey & Young T |
| 2018 | The Shard –                                | — | — | — | UK— SilberUK | Erstveröffentlichung: 29. März 2018 Verkäufe: + 200.000                          |
| 2018 | Mazzaleen –                                | — | — | — | — | Erstveröffentlichung: 16. April 2018                                             |
| 2018 | Gucci Mane Any Minute Now                  | — | — | — | UK49 Silber · (9 Wo.)UK | Erstveröffentlichung: 13. Juli 2018 Verkäufe: + 200.000; mit Yxng Bane           |
| 2018 | nASSty –                                   | — | — | — | UK35 Platin · (7 Wo.)UK | Erstveröffentlichung: 19. Oktober 2018 Verkäufe: + 600.000; mit Lil Pino         |
| 2019 | Kitchen Kings Home Alone                   | — | — | — | UK16 Platin · (10 Wo.)UK | Erstveröffentlichung: 10. Februar 2019 Verkäufe: + 600.000                       |
| 2019 | Home Pussy PTSD                            | — | — | — | UK20 Platin · (15 Wo.)UK | Erstveröffentlichung: 5. Juli 2019 Verkäufe: + 600.000                           |
| 2019 | Nookie PTSD                                | — | — | — | UK16 Silber · (6 Wo.)UK | Erstveröffentlichung: 12. September 2019 Verkäufe: + 200.000; feat. Lil Baby     |
| 2019 | Playing for Keeps PTSD                     | — | — | — | UK21 Silber · (5 Wo.)UK | Erstveröffentlichung: 26. September 2019 Verkäufe: + 200.000; feat. Dave         |
| 2019 | No Cellular Site Street Trauma             | — | — | — | UK29 Silber · (5 Wo.)UK | Erstveröffentlichung: 26. Dezember 2019 Verkäufe: + 200.000                      |
| 2020 | Molly World Street Trauma                  | — | — | — | UK63 (1 Wo.)UK | Erstveröffentlichung: 3. Januar 2020                                             |
| 2020 | Madow Like –                               | — | — | — | — | Erstveröffentlichung: 1. Mai 2020                                                |
| 2020 | Free 22 The Blueprint – Us vs. Them        | — | — | — | UK31 (3 Wo.)UK | Erstveröffentlichung: 11. Juni 2020                                              |
| 2020 | Plain Jane The Blueprint – Us vs. Them     | — | — | — | UK30 (4 Wo.)UK | Erstveröffentlichung: 9. Juli 2020                                               |
| 2020 | We Won The Blueprint – Us vs. Them         | — | — | — | UK31 Silber · (8 Wo.)UK | Erstveröffentlichung: 6. August 2020 Verkäufe: + 200.000                         |
| 2020 | UFO The Blueprint – Us vs. Them            | — | — | — | UK11 Platin · (10 Wo.)UK | Erstveröffentlichung: 2. Oktober 2020 Verkäufe: + 600.000; feat. Aitch           |
| 2020 | Destiny The Blueprint – Us vs. Them        | — | — | — | UK34 (3 Wo.)UK | Erstveröffentlichung: 8. Oktober 2020                                            |
| 2021 | Pénélope –                                 | — | — | — | — | Erstveröffentlichung: 4. Mai 2021 mit Franglish & Yxng Bane                      |
| 2021 | Kevin McCallister Home Alone 2             | — | — | — | UK40 Silber · (2 Wo.)UK | Erstveröffentlichung: 1. Juli 2021 Verkäufe: + 200.000; feat. Lil Pino           |
| 2021 | Lake 29 –                                  | — | — | — | UK42 (2 Wo.)UK | Erstveröffentlichung: 29. Juli 2021                                              |
| 2021 | No Competition Home Alone 2                | — | — | — | UK18 Silber · (12 Wo.)UK | Erstveröffentlichung: 28. Oktober 2021 Verkäufe: + 200.000                       |
| 2021 | Chrome Hearts Home Alone 2                 | — | — | — | — | Erstveröffentlichung: 15. November 2021                                          |
| 2021 | Overseas Home Alone 2                      | — | — | — | UK6 ×2Doppelplatin · (25 Wo.)UK | Erstveröffentlichung: 18. November 2021 Verkäufe: + 1.255.000; feat. Central Cee |
| 2022 | Black Beatles Lap 5                        | — | — | — | UK35 (4 Wo.)UK | Erstveröffentlichung: 12. Mai 2022                                               |
| 2022 | Elegant & Gang Lap 5                       | — | — | — | UK18 Gold · (9 Wo.)UK | Erstveröffentlichung: 9. Juni 2022 Verkäufe: + 400.000; feat. Ghost Killer Track |
| 2022 | Fantasy Lap 5                              | — | — | — | UK49 (3 Wo.)UK | Erstveröffentlichung: 21. Juli 2022                                              |
| 2022 | Man in the Mirror Lap 5                    | — | — | — | UK40 (3 Wo.)UK | Erstveröffentlichung: 25. August 2022                                            |
| 2022 | 4 the Win Lap 5                            | — | — | — | UK23 (5 Wo.)UK | Erstveröffentlichung: 22. September 2022                                         |
| 2022 | Lonely Lovers Lap 5                        | — | — | — | — | Erstveröffentlichung: 22. September 2022                                         |
| 2023 | Tears in My Amiri’s –                      | — | — | — | UK58 (2 Wo.)UK | Erstveröffentlichung: 19. Januar 2023                                            |
| 2023 | Barbie –                                   | — | — | — | UK49 (2 Wo.)UK | Erstveröffentlichung: 16. Februar 2023                                           |
| 2023 | 1 on 1 –                                   | — | — | — | UK48 (2 Wo.)UK | Erstveröffentlichung: 9. März 2023                                               |
| 2023 | Side Effects DBE World                     | — | — | — | UK53 (5 Wo.)UK | Erstveröffentlichung: 16. Juni 2023                                              |
| 2023 | Pakistan DBE World                         | — | — | — | UK8 Gold · (9 Wo.)UK | Erstveröffentlichung: 30. Juni 2023 Verkäufe: + 400.000; feat. Clavish           |
| 2023 | Potential DBE World                        | — | — | — | — | Erstveröffentlichung: 6. Juli 2023                                               |
| 2023 | I Need It Now Rolling Stone                | — | — | — | UK78 (2 Wo.)UK | Erstveröffentlichung: 30. November 2023                                          |
| 2024 | Skims Rolling Stone                        | — | — | — | UK72 (2 Wo.)UK | Erstveröffentlichung: 4. Januar 2024                                             |
| 2024 | Eagle Rolling Stone                        | — | — | — | UK19 (8 Wo.)UK | Erstveröffentlichung: 11. Januar 2024 feat. Noizy                                |
| 2024 | Still Play Valorant Rolling Stone          | — | — | — | — | Erstveröffentlichung: 11. Januar 2024                                            |
| 2024 | Kiki (What Would Drizzy Say) –             | — | — | — | UK46 (2 Wo.)UK | Erstveröffentlichung: 11. April 2024                                             |
| 2024 | Won’t Ever Know –                          | — | — | — | UK85 (1 Wo.)UK | Erstveröffentlichung: 1. November 2024 feat. 9Goddy                              |
| Folgende Lieder erschienen nicht als Single, wurden aber durch das Album zum Download und Streaming bereitgestellt und konnten somit eine Platzierung erlangen: |                                            | | | | |                                                                                  |
| |                                            | | | | |                                                                                  |
| 2019 | Kettle Pouring Home Alone                  | — | — | — | UK62 (1 Wo.)UK | Charteinstieg: 22. Februar 2019                                                  |
| 2019 | Running Man Home Alone                     | — | — | — | UK70 Silber · (2 Wo.)UK | Charteinstieg: 22. Februar 2019 Verkäufe: + 200.000                              |
| 2019 | Outside PTSD                               | — | — | — | UK42 Gold · (8 Wo.)UK | Charteinstieg: 4. Oktober 2019 Verkäufe: + 400.000                               |
| 2019 | Darling PTSD                               | — | — | — | UK94 Platin · (1 Wo.)UK | Charteinstieg: 20. Dezember 2019 Verkäufe: + 600.000                             |
| 2020 | Creep Street Trauma                        | — | — | — | UK53 (1 Wo.)UK | Charteinstieg: 3. Januar 2020                                                    |
| 2020 | Proud The Blueprint – Us vs. Them          | — | — | — | UK55 Silber · (1 Wo.)UK | Charteinstieg: 16. Oktober 2020 Verkäufe: + 200.000; feat. Young Adz             |
| 2020 | Perkosex The Blueprint – Us vs. Them       | — | — | — | UK62 Silber · (1 Wo.)UK | Charteinstieg: 23. Oktober 2020 Verkäufe: + 200.000                              |
| 2021 | Ferrari Horses The Blueprint – Us vs. Them | — | — | — | UK14 Platin · (19 Wo.)UK | Charteinstieg: 5. März 2021 Verkäufe: + 600.000; feat. Raye                      |
| 2021 | Funny Bunny Nails Home Alone 2             | — | — | — | UK35 (2 Wo.)UK | Charteinstieg: 26. November 2021                                                 |
| 2021 | Make You Smile Home Alone 2                | — | — | — | UK15 Platin · (19 Wo.)UK | Charteinstieg: 10. Dezember 2021 Verkäufe: + 600.000; feat. AJ Tracey            |
| 2022 | She’s Not Anyone Lap 5                     | — | — | — | UK30 Silber · (10 Wo.)UK | Charteinstieg: 6. Oktober 2022 Verkäufe: + 200.000; feat. Burna Boy              |
| 2022 | Conor McGregor Lap 5                       | — | — | — | UK39 (2 Wo.)UK | Charteinstieg: 6. Oktober 2022                                                   |
| 2023 | Potential DBE World                        | — | — | — | UK48 (1 Wo.)UK | Charteinstieg: 20. Juli 2023                                                     |

### Als Gastmusiker
| Jahr | Titel Album                      | Höchstplatzierung, Gesamtwochen, AuszeichnungChartplatzierungen (Jahr, Titel, Album, Platzierungen, Wochen, Auszeichnungen, Anmerkungen) | Höchstplatzierung, Gesamtwochen, AuszeichnungChartplatzierungen (Jahr, Titel, Album, Platzierungen, Wochen, Auszeichnungen, Anmerkungen) | Höchstplatzierung, Gesamtwochen, AuszeichnungChartplatzierungen (Jahr, Titel, Album, Platzierungen, Wochen, Auszeichnungen, Anmerkungen) | Höchstplatzierung, Gesamtwochen, AuszeichnungChartplatzierungen (Jahr, Titel, Album, Platzierungen, Wochen, Auszeichnungen, Anmerkungen) | Anmerkungen                                                                                                 |
| Jahr | Titel Album                      | DE | AT | CH | UK | Anmerkungen                                                                                                 |
| --- | -------------------------------- | --- | --- | --- | --- | --- |
| 2018 | Tell the Truth Plug Talk         | — | — | — | UK80 (1 Wo.)UK | Erstveröffentlichung: 13. Dezember 2018 The Plug feat. D-Block Europe & Rich the Kid                        |
| 2019 | Abloh –                          | — | — | — | — | Erstveröffentlichung: 25. Juli 2019 Frenna feat. D-Block Europe                                             |
| 2019 | Tell Me Revenge Is Sweet         | — | — | — | UK23 Silber · (5 Wo.)UK | Erstveröffentlichung: 31. Oktober 2019 Verkäufe: + 200.000 Krept & Konan feat. D-Block Europe & Ling Hussle |
| 2019 | New Dior Ei8ht Mile              | — | — | — | UK16 Silber · (11 Wo.)UK | Erstveröffentlichung: 21. November 2019 Verkäufe: + 200.000; Digdat feat. D-Block Europe                    |
| 2020 | Self-Obsessed –                  | — | — | — | UK26 (7 Wo.)UK | Erstveröffentlichung: 5. März 2020 Da Beatfreakz feat. D-Block Europe, Deno & Krept & Konan                 |
| 2020 | Cut Me Off –                     | — | — | — | UK65 (1 Wo.)UK | Erstveröffentlichung: 12. November 2020 Yxng Bane feat. D-Block Europe                                      |
| 2021 | Tonight –                        | — | — | — | UK— GoldUK | Erstveröffentlichung: 26. März 2021 Verkäufe: + 400.000; Ghost Killer Track feat. D-Block Europe & Oboy     |
| 2022 | Scary Sight Eigen Richting       | — | — | — | — | Erstveröffentlichung: 19. August 2022 Zack Ink feat. D-Block Europe & Jack                                  |
| 2022 | Rocket Science Rap Game Awful    | — | — | — | UK9 Gold · (12 Wo.)UK | Erstveröffentlichung: 17. November 2022 Verkäufe: + 400.000; Clavish feat. D-Block Europe                   |
| 2023 | Night in La’casa –               | — | — | — | — | Erstveröffentlichung: 15. Juni 2023 Cyril Kamer feat. D-Block Europe                                        |
| 2023 | How I Do It See You at the Gates | — | — | — | — | Erstveröffentlichung: 29. Juni 2023 Loski feat. D-Block Europe                                              |
| 2023 | Prada –                          | DE1 ×3Dreifachgold · (85 Wo.)DE | AT1 ×2Doppelplatin · (68 Wo.)AT | CH3 ×4Vierfachplatin · (69 Wo.)CH | UK2 ×3Dreifachplatin · (63 Wo.)UK | Erstveröffentlichung: 11. August 2023 Verkäufe: + 4.933.333; cassö feat. D-Block Europe & Raye              |
| 2024 | Most Definitely –                | — | — | — | UK88 (2 Wo.)UK | Erstveröffentlichung: 2. Mai 2024 Clavish feat. D-Block Europe                                              |
| 2024 | Gold Mine –                      | — | — | — | UK71 (1 Wo.)UK | Erstveröffentlichung: 25. Juli 2024 Aitch feat. D-Block Europe                                              |
| Folgende Lieder erschienen nicht als Single, wurden aber durch das Album zum Download und Streaming bereitgestellt und konnten somit eine Platzierung erlangen: |                                  | | | | | |
| |                                  | | | | | |
| 2019 | Rich Plug Talk                   | — | — | — | UK53 Silber · (9 Wo.)UK | Charteinstieg: 12. Juli 2019 Verkäufe: + 200.000 The Plug feat. D-Block Europe & Offset                     |
| 2020 | Indulge Huncholini the 1st       | — | — | — | UK50 Silber · (4 Wo.)UK | Charteinstieg: 31. Januar 2020 Verkäufe: + 200.000; M Huncho feat. D-Block Europe                           |

## Musikvideos
| Jahr | Titel               | Regie          |
| ---- | ------------------- | -------------- |
| 2019 | Nookie              | Suave          |
| 2021 | No Competition      | Suave          |
| 2021 | Overseas            | William Thomas |
| 2022 | Make You Smile      | William Thomas |
| 2022 | Elegant & Gang      | William Thomas |
| 2022 | 4 the Win           |                |
| 2022 | Rocket Science      | Toxic          |
| 2022 | Bankroll Got Bigger |                |
| 2023 | Tears in My Amiri’s |                |
| 2023 | Barbie              | William Thomas |
| 2023 | 1 on 1              | William Thomas |
| 2023 | Pakistan            | William Thomas |
| 2023 | Prada               |                |
| 2024 | Skims               | William Thomas |
| 2024 | Eagle               | William Thomas |

## Promoveröffentlichungen
Promo-Singles

| Jahr | Titel Album            | Höchstplatzierung, Gesamtwochen, AuszeichnungChartplatzierungen (Jahr, Titel, Album, Platzierungen, Wochen, Auszeichnungen, Anmerkungen) | Höchstplatzierung, Gesamtwochen, AuszeichnungChartplatzierungen (Jahr, Titel, Album, Platzierungen, Wochen, Auszeichnungen, Anmerkungen) | Höchstplatzierung, Gesamtwochen, AuszeichnungChartplatzierungen (Jahr, Titel, Album, Platzierungen, Wochen, Auszeichnungen, Anmerkungen) | Höchstplatzierung, Gesamtwochen, AuszeichnungChartplatzierungen (Jahr, Titel, Album, Platzierungen, Wochen, Auszeichnungen, Anmerkungen) | Anmerkungen                                                                |
| Jahr | Titel Album            | DE | AT | CH | UK | Anmerkungen                                                                |
| ---- | ---------------------- | --- | --- | --- | --- | -------------------------------------------------------------------------- |
| 2024 | Cuban Links Reflection | — | — | — | UK51 (3 Wo.)UK | Erstveröffentlichung: 29. Februar 2024 Skrapz feat. D-Block Europe & Nines |

## Sonderveröffentlichungen
| Jahr | Titel Album                             | Anmerkungen                                                                             |
| ---- | --------------------------------------- | --------------------------------------------------------------------------------------- |
| 2018 | All Year The Re-Up                      | Erstveröffentlichung: 29. Juni 2018 K-Trap feat. D-Block Europe                         |
| 2018 | How Many Times Don’t Panic II           | Erstveröffentlichung: 19. Oktober 2018 Smoke Boys feat. D-Block Europe                  |
| 2019 | Filthy S.P. the Goat: Ghost of All Time | Erstveröffentlichung: 3. Mai 2019 Styles P feat. D-Block Europe                         |
| 2019 | Rich Plug Talk                          | Erstveröffentlichung: 5. Juli 2019 The Plug feat. D-Block Europe & Offset               |
| 2019 | Tell the Truth Plug Talk                | Erstveröffentlichung: 5. Juli 2019 The Plug feat. D-Block Europe & Rich the Kid         |
| 2019 | Tell Me Revenge Is Sweet                | Erstveröffentlichung: 1. November 2019 Krept & Konan feat. D-Block Europe & Ling Hussle |
| 2020 | New Dior Ei8ht Mile                     | Erstveröffentlichung: 17. Januar 2020 Digdat feat. D-Block Europe                       |
| 2020 | Indulge Huncholini the 1st              | Erstveröffentlichung: 24. Januar 2020 M Huncho feat. D-Block Europe                     |
| 2020 | Rockstar Quarantime: The Lost Files     | Erstveröffentlichung: 1. Mai 2020 Yxng Bane feat. D-Block Europe                        |
| 2020 | Blem Hoogseizoen                        | Erstveröffentlichung: 30. Oktober 2020 Dopebwoy feat. D-Block Europe & SRNO             |
| 2020 | Bentayga Street Side Effects            | Erstveröffentlichung: 13. November 2020 K-Trap feat. D-Block Europe                     |
| 2020 | Ouija Board Gardner Express             | Erstveröffentlichung: 11. Dezember 2020 Pressa feat. D-Block Europe                     |
| 2021 | Hersheys Snakes & Ladders               | Erstveröffentlichung: 29. Januar 2021 Chip feat. D-Block Europe                         |
| 2021 | From the Block Fenix Flexin, Vol. 1     | Erstveröffentlichung: 1. Juli 2021 Fenix Flexin feat. D-Block Europe                    |
| 2021 | West End Green with Envy                | Erstveröffentlichung: 17. September 2021 Tion Wayne feat. D-Block Europe                |
| 2022 | 38 Chasing Euphoria                     | Erstveröffentlichung: 20. Mai 2022 M Huncho feat. D-Block Europe                        |
| 2022 | Gelato 41 Legacy                        | Erstveröffentlichung: 27. Mai 2022 Nafe Smallz feat. D-Block Europe                     |
| 2022 | Scary Sight Eigen Richting              | Erstveröffentlichung: 2. September 2022 Zack Ink feat. D-Block Europe & Jack            |
| 2023 | Rocket Science Rap Game Awful           | Erstveröffentlichung: 13. Januar 2023 Clavish feat. D-Block Europe                      |
| 2023 | How I Do It See You at the Gates        | Erstveröffentlichung: 30. Juni 2023 Loski feat. D-Block Europe                          |
| 2023 | G.A.B.O.S. My Neighbours Don’t Know     | Erstveröffentlichung: 8. September 2023 M Huncho feat. D-Block Europe                   |
| 2024 | Cuban Links Reflection                  | Erstveröffentlichung: 1. März 2024 Skrapz feat. D-Block Europe & Nines                  |

| Jahr | Titel Interpretation                          | Anmerkungen                            |
| ---- | --------------------------------------------- | -------------------------------------- |
| 2018 | Tracksuit Love Kenny Allstar feat. Headie One | Erstveröffentlichung: 19. Oktober 2018 |

## Statistik

### Chartauswertung
|                     | DE    | AT    | CH    | UK    |
| ------------------- | ----- | ----- | ----- | ----- |
| Nummer-eins-Alben   | DE—DE | AT—AT | CH—CH | UK1UK |
| Top-10-Alben        | DE—DE | AT—AT | CH—CH | UK8UK |
| Alben in den Charts | DE—DE | AT—AT | CH—CH | UK9UK |

|                       | DE    | AT    | CH    | UK     |
| --------------------- | ----- | ----- | ----- | ------ |
| Nummer-eins-Singles   | DE1DE | AT1AT | CH—CH | UK—UK  |
| Top-10-Singles        | DE1DE | AT1AT | CH1CH | UK4UK  |
| Singles in den Charts | DE1DE | AT1AT | CH1CH | UK57UK |

### Auszeichnungen für Musikverkäufe
| Silberne Schallplatte - Vereinigtes Königreich - 2022: für das Lied Keeper - 2022: für das Lied Cocktail - 2023: für das Lied Thug - 2023: für das Lied Desire - 2023: für das Lied Birds Are Chirping - 2024: für das Lied Drunkfxckstupid - 2024: für das Lied Pretty Little Nike Airs Goldene Schallplatte - Dänemark - 2025: für die Single Overseas - Griechenland - 2022: für die Single Overseas - Kanada - 2023: für die Single Prada - Vereinigte Staaten - 2024: für die Single Prada Platin-Schallplatte - Griechenland - 2024: für die Single Prada - Italien - 2024: für die Single Prada - Portugal - 2024: für die Single Prada - Schweden - 2023: für die Single Prada - Spanien - 2024: für die Single Prada | 2× Platin-Schallplatte - Dänemark - 2024: für die Single Prada 3× Platin-Schallplatte - Belgien - 2024: für die Single Prada - Neuseeland - 2025: für die Single Prada - Polen - 2024: für die Single Prada 5× Platin-Schallplatte - Australien - 2024: für die Single Prada - Ungarn - 2025: für die Single Prada Diamantene Schallplatte - Frankreich - 2024: für die Single Prada |

Anmerkung: Auszeichnungen in Ländern aus den Charttabellen bzw. Chartboxen sind in ebendiesen zu finden.
| Land/RegionAuszeichnungen für Musikverkäufe (Land/Region, Auszeichnungen, Verkäufe, Quellen) | Silber       | Gold       | Platin       | Diamant  | Verkäufe   | Quellen              |
| -------------------------------------------------------------------------------------------- | ------------ | ---------- | ------------ | -------- | ---------- | -------------------- |
| Australien (ARIA)                                                                            | —            | —          | 5× Platin5   | —        | 350.000    | aria.com.au          |
| Belgien (BRMA)                                                                               | —            | —          | 3× Platin3   | —        | 120.000    | ultratop.be          |
| Dänemark (IFPI)                                                                              | —            | Gold1      | 2× Platin2   | —        | 225.000    | ifpi.dk              |
| Deutschland (BVMI)                                                                           | —            | Gold1      | Platin1      | —        | 900.000    | musikindustrie.de    |
| Frankreich (SNEP)                                                                            | —            | —          | —            | Diamant1 | 333.333    | snepmusique.com      |
| Griechenland (IFPI)                                                                          | —            | Gold1      | Platin1      | —        | 30.000     | Einzelnachweise      |
| Italien (FIMI)                                                                               | —            | —          | Platin1      | —        | 100.000    | fimi.it              |
| Kanada (MC)                                                                                  | —            | Gold1      | —            | —        | 40.000     | musiccanada.com      |
| Neuseeland (RMNZ)                                                                            | —            | —          | 3× Platin3   | —        | 90.000     | radioscope.co.nz     |
| Österreich (IFPI)                                                                            | —            | —          | 2× Platin2   | —        | 60.000     | ifpi.at              |
| Polen (ZPAV)                                                                                 | —            | —          | 3× Platin3   | —        | 150.000    | olis.pl              |
| Portugal (AFP)                                                                               | —            | —          | Platin1      | —        | 10.000     | Einzelnachweise      |
| Schweden (IFPI)                                                                              | —            | —          | Platin1      | —        | 80.000     | sverigetopplistan.se |
| Schweiz (IFPI)                                                                               | —            | —          | 4× Platin4   | —        | 120.000    | hitparade.ch         |
| Spanien (Promusicae)                                                                         | —            | —          | Platin1      | —        | 60.000     | elportaldemusica.es  |
| Ungarn (MAHASZ)                                                                              | —            | —          | 5× Platin5   | —        | 20.000     | slagerlistak.hu      |
| Vereinigte Staaten (RIAA)                                                                    | —            | Gold1      | —            | —        | 500.000    | riaa.com             |
| Vereinigtes Königreich (BPI)                                                                 | 28× Silber28 | 9× Gold9   | 14× Platin14 | —        | 15.380.000 | bpi.co.uk            |
| Insgesamt                                                                                    | 28× Silber28 | 14× Gold14 | 47× Platin47 | Diamant1 |            |                      |